# Krzysztof (męczennik)
Św. Krzysztof (gr. Χριστόφορος) – legendarny męczennik wczesnochrześcijański, święty Kościołów katolickiego i prawosławnego, jeden z Czternastu Świętych Wspomożycieli.

## Życiorys
Jest znany jedynie z legend, choć badania historyczne dowodzą, że pochodził z Azji Mniejszej i poniósł męczeńską śmierć za panowania Trajana Decjusza.
Według świeckich podań ludowych był olbrzymem: miał cztery metry wzrostu i niezwykłą siłę, dzięki której przenosił pielgrzymów przez rzekę. Na podstawie imienia znaczącego „niosący Chrystusa” na popularnych wizerunkach przedstawiany jest z Dzieciątkiem Jezus na barkach. Wedle średniowiecznej legendy święty zapadł się w dno rzeki pod ciężarem Dziecka. Wtedy ono rzekło: Dźwigasz cały świat, gdyż ja jestem ten, któremu służysz pomagając innym.

## Kult świętego
Najstarszym dowodem kultu św. Krzysztofa z Licji jest napis z 452 roku w Nikomedii, w którym jest mowa o bazylice w Bitynii pod wezwaniem Krzysztofa . Poddany torturom, zanim został ostatecznie ścięty mieczem lub spalony na stosie.
Patronat
Krzysztof stał się patronem mostów, miast położonych nad rzekami, przewoźników, flisaków, biegaczy i żeglarzy, podróżników i pielgrzymów, jest również patronem dobrej śmierci – szczególnie na Wschodzie, obecnie patronuje kierowcom.

## Dzień obchodów
Wspomnienie liturgiczne w Kościele luterańskim obchodzone jest 24 lipca, a w Kościele rzymskokatolickim (według Martyrologium Romanum) 25 lipca.
W wielu parafiach rzymskokatolickich w dzień świętego Krzysztofa odbywa się poświęcenie pojazdów (autosacrum). Tego samego dnia w polskim Kościele obchodzony jest Dzień Bezpiecznego Kierowcy z inicjatywy m.in. Duszpasterstwa Kierowców, a tydzień w którym on przypada obchodzony jest jako Tydzień św. Krzysztofa. Cerkiew prawosławna wspomina męczennika 9/22 maja, tj. 22 maja według kalendarza gregoriańskiego.

### Usunięcie z kalendarza świąt liturgicznych
W 1969 roku, po Soborze Watykańskim II papież Paweł VI, wydał pismo apostolskie Mysterii paschalis, w którym zatwierdził nowy kalendarz liturgiczny. 93 świętych zostało z niego usuniętych, w tym święty Krzysztof. Zmiany uzasadniano zbyt wielkim zagęszczeniem świąt oraz brakiem wystarczających dowodów na istnienie niektórych świętych, co sytuowało ich bardziej w legendzie niż w historii. Usunięcie ich z kalendarza nie oznacza jednak odebrania im nimbu świętości, a obchodzenie święta stało się dobrowolne.

## Ikonografia

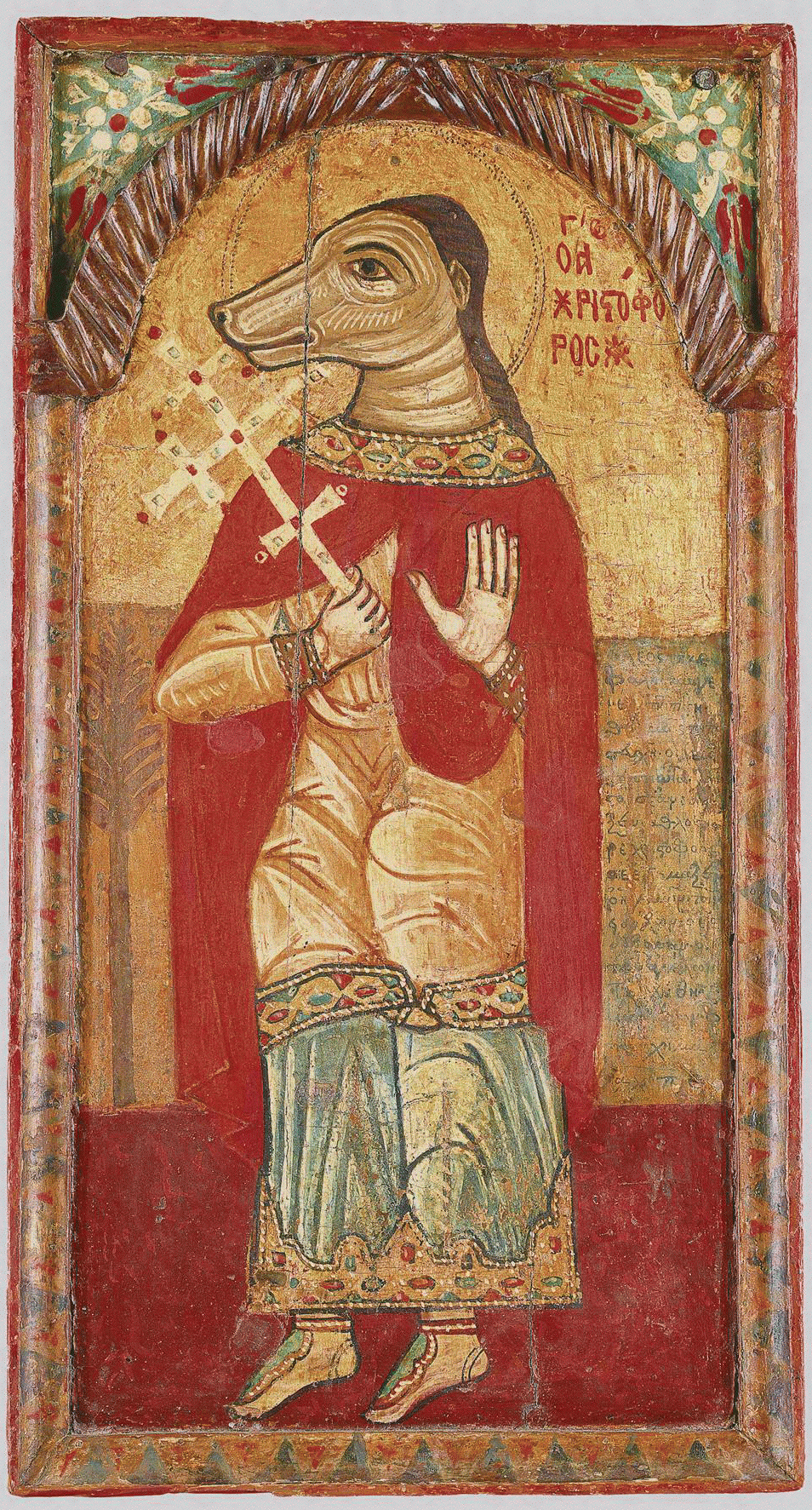
Św. Krzysztof na ikonie z ateńskiego muzeum

We wschodnich ikonach – greckich czy bułgarskich – święty przedstawiany jest jako rycerz o psiej głowie (Cynocefal), trzymający w jednej dłoni włócznię, a w drugiej tarczę lub krzyż. Wyobrażenie to związane było z panującą wersją legendy o chłopcu, nazwanym przez rodziców imieniem Reprobus (łac. reprobus, niegodny, odrażający) z powodu nie tylko olbrzymiego wzrostu i siły, ale również niekształtnej głowy przypominającej psi łeb. Męczeńską śmiercią miał przebłagać Boga, by dał mu duszę.

## Heraldyka
Miastem, które posiada historyczny herb przedstawiający św. Krzysztofa jest Wilno. Święty ten widnieje również w herbach polskich miast i gmin, m.in. w herbie gminy Chełmiec.